# Geonoma blanchetiana
Geonoma blanchetiana är en enhjärtbladig växtart som beskrevs av Hermann Wendland och Carl Georg Oscar Drude. Geonoma blanchetiana ingår i släktet Geonoma och familjen Arecaceae. Inga underarter finns listade i Catalogue of Life.